# Ільїнський Ігор Володимирович
Ільї́нський І́гор Володи́мирович (11 (24) липня 1901 , Москва — 13 січня 1987, Москва) — видатний радянський актор та режисер театру та кіно, майстер художнього слова (читець). Народний артист СРСР (1949). Лауреат трьох Сталінських премій першого ступеня (1941, 1942, 1951). Герой Соціалістичної Праці (1974). Лауреат Ленінської премії (1980).

## Із життєпису
Народився у Москві в родині лікарів. Навчався в студії Ф. Коміссаржевського в Москві. З 1918 року — актор різних театрів Москви (ХПСРО, Оперети, «Летюча миша», Революційної сатири, МХАТ, Першого державного театру для дітей), в 1920—1935 — актор Театру РРФСР Першого (з 1923 — Театр В. Е. Мейєрхольда).
З 1938 р. — актор і режисер Академічного Малого театру.
В кіно почав зніматися з 1924 р. (всього, включаючи фільми-спектаклі, понад тридцять кіноробіт), в таких популярних картинах, як: «Аеліта» (1924, слідчий Кравцов), «Закрійник з Торжка» (1925, Петя Петелькін), «Процес про три мільйони» (1926, дрібний злодій Тапіока), «Свято св. Йоргена» (1930), «Волга-Волга» (1938, Бивалов), «Карнавальна ніч» (1956, Серафим Іванович Огурцов), «Гусарська балада» (1962, фельдмаршал Кутузов) тощо). Найбільших успіхів актор домагався в комедійних ролях.
Як режисер-постановник, зняв фільми «Старий знайомий» (1969), «Ці різні, різні, різні особи...» (1971), а також був співрежисером Х. Шмаїна українського комедійного пригодницького фільму «Одного разу влітку» (1936), де також зіграв дві ролі — голови автомобільного клубу на прізвисько «Телескоп» і шарлатана-фокусника, що видає себе за професора Сен-Вербуда.
Озвучував анімаційні фільми, в тому числі «Будинок, який побудував Джек» (1976, за однойменним англійським віршем в перекладі Маршака; читає текст).
З початку 20-х років виступав з концертними програмами як майстер художнього слова. Читав твори російських класиків: Пушкіна, Крилова, Щедріна, Толстого, Чехова.
У 1966 році підписав Листа 13-ти діячів радянської науки, літератури та мистецтва в Президію ЦК КПРС проти реабілітації Й. В. Сталіна.
І. В. Ільїнський помер 13 січня 1987 в Москві. Похований на Новодівичому кладовищі.